# Nerá (Pátmos)
 (juillet 2025).
Nerá (grec moderne : Νερά) est une localité située dans le dème de Pátmos, dans le district régional de Kálymnos, dans la périphérie d'Égée-Méridionale, en Grèce.
Selon le recensement de 2021, elle compte 0 habitants.